# اندره گلوخوف
اندره گلوخوف (روسی: Андрей Валерьевич Глухов؛ زادهٔ ۱ ژوئن ۱۹۷۲) قایقران روئینگ اهل روسیه است.